# Ivry – Gambetta (stanice metra v Paříži)
Ivry – Gambetta je plánovaná stanice na lince 10 pařížského metra, která se bude nacházet ve městě Ivry-sur-Seine. Stanice je v hlavním plánu dopravy pro region Île-de-France do roku 2030. Stanice umístěná na Place Léon-Gambetta by pak měla spojení s linkou 5 T Zen.